# 韓偓
韓 偓（かん あく、844年（会昌4年） - 923年（龍徳3年））は、中国・唐代末期の詩人。字は致堯。一説には致光、致元とも。京兆府万年県の人。母は李商隠の妻の姉妹。

## 略歴
韓瞻の子として生まれた。龍紀元年（889年）進士に及第。左拾遺、諫議大夫などを経て兵部侍郎、翰林学士承旨にまで昇進。唐末の混乱期にあって王室に忠誠をつくし、昭宗に信頼された。しかし、時の権力者でのちに帝位を奪った朱全忠に憎まれ、その後地方の小官（県令・司馬）に左遷された。そして閩の王審知の庇護を受けるようになってその地で生涯を終えた。
後世に香奩体（こうれんたい）と呼ばれた女性関連の官能的な表現を用いた詩を集めた『香奩集』があり、それ以外の官人としての詩作品は『韓内翰別集』としてまとめられており、韓偓の詩は二つの側面がある。